# Šindliar (přírodní rezervace)
Šindliar je přírodní rezervace v oblasti Prešov.
Nachází se v katastrálním území obce Šindliar v okrese Prešov v Prešovském kraji. Území bylo vyhlášeno v roce 1993 na rozloze 7,69 ha. Ochranné pásmo nebylo stanoveno.